# Eating Out 4: Drama Camp
Série
Eating Out 3: All You Can Eat
(2009) Eating Out 5: The Open Weekend
(2012)
Pour plus de détails, voir Fiche technique et Distribution.
Eating Out 4: Drama Camp est un film américain de Q. Allan Brocka, sorti en 2011.

## Synopsis
Casey, Zach et leur ami Jason sont admis dans un camp de théâtre. Là-bas, Jason rencontre Lily, une femme trans et Zach tombe amoureux de Benji, qui, ne voulant pas détruire la relation entre Casey et Zack, fait croire qu'il est hétéro mais quand ils doivent s'embrasser pour une scène de La Mégère apprivoisée, ses sentiments se libèrent. Casey, aidé de sa nouvelle amie Penny vont devoir déjouer les plans de Benji.

## Fiche technique
- Titre original : Eating Out 4: Drama Camp
- Réalisation : Q. Allan Brocka
- Scénario : Q. Allan Brocka et Phillip J. Bartell
- Production : Q. Allan Brocka et Michael Shoel
- Société de production : Ariztical Entertainment et EOSS Productions
- Photographie : Amanda Treyz
- Montage : Phillip J. Bartell
- Musique : Meiro Stamm
- Costumes : Malcolm Bacani
- Pays d'origine :  États-Unis
- Langue : anglais
- Format : Couleurs - 1.78 : 1
- Durée : 91 minutes
- Dates de sortie en salles :
  -  États-Unis : 1er juillet 2011

## Distribution
- Chris Salvatore : Zack
- Daniel Skelton : Casey
- Aaron Milo : Benji
- Lilach Mendelovich : Penny
- Harmony Santana : Lily
- Garikayi Mutambirwa : Jason
- Ronnie Kroell : Beau
- Rebekah Kochan : Tiffani
- Steven Daigle : Conor
- Mink Stole : Tante Helen

## Dinstinction
- 2011 : Philadelphia International Gay & Lesbian Film Festival - meilleur long-métrage (prix du public)